# 大谷日出夫
大谷 日出夫（おおたに ひでお、1909年9月4日 - 1971年）は、日本の俳優である。サイレント映画末期の主演俳優で、トーキー以降、とくに第二次世界大戦後は脇に回った。本名鈴木 盛夫（すずき もりお）。

## 人物・来歴
1909年（明治42年）9月4日、福島県、現在の郡山市に生まれる。安積中学を卒業後、一時期鉄道工場に勤務する。
1932年に日活太秦撮影所に入社し、1933年（昭和8年）2月1日、東京・浅草公園六区の富士館等で公開された、辻吉朗監督、湊邦三原作のサイレント映画『霧行燈』に主演して、満23歳で映画界にデビューした。
1934年（昭和9年）、新興キネマの発足に参加、多くの映画に主演した。1942年（昭和17年）の戦時統制による同社の大映（現在の角川映画）への合併後は、出演作の記録がない。
再び映画史上に名が現れるのは、1952年（昭和27年）の東映京都撮影所製作『忠治旅日記 逢初道中』に出演した際である。佐々木康監督、片岡千恵蔵主演。東映が設立された1年後のことであった。
1954年（昭和29年）には東映京都撮影所を中心に時代劇映画に多く脇役・端役として出演したが、同年12月29日公開、宝塚映画製作、東宝配給、渡辺邦男監督、嵐寛寿郎、大河内伝次郎、月形龍之介揃い踏みの正月映画『岩見重太郎 決戦天の橋立』に偽岩見役で出演したのを最後に、映画への出演記録は途絶えている。当時満45歳であった。その後は渋谷にて飲食店を経営した。
1971年（昭和46年）、死去した。享年62歳。

## フィルモグラフィ
日本映画データベース、キネマ旬報映画データベースを参照したフルリストである。
1933年
- 『霧行燈』 - 富五郎 役
- 『万太郎暴風雨』 - 万太郎 役
- 『曠野乃果 前篇』 - 小川達之助（松前藩士） 役
- 『振分け小平』 - 振分け小平 役
- 『艶姿影法師 陽炎篇』 - 主演
- 『からくり帖鬼譚』
- 『曠野乃果 完結篇』 - 小川達之助（松前藩士） 役

1934年
- 『艶姿影法師 蒼窓篇』 - 主演
- 『本所小普請組』 - 八丁堀の同心山脇幸吉 役
- 『恩讐子守唄』 - 草神楽の笛吹き疾風の寛太郎 役
- 『仇討妻恋坂』 - 大曽根竜弥 役
- 『万五郎青春記』 - 徳川万五郎 役
- 『流れ雲榛名峠』 - 安中草三 役

1935年
- 『お江戸春化粧』 - 遠山金四郎 役
- 『ぢゃぢゃ馬権八』 - ぢゃぢゃ馬権八 役
- 『黄門漫遊記』 - 天下の豪傑荒川又兵衛 役
- 『愛憎一代』 - 旗本由利友次郎 役
- 『江戸の坩堝』 - 伊達藩浪人剣持札之進 役
- 『活人剣 荒木又右衛門』 - 笹川団右衛門 役
- 『武蔵野くづれ』 - 大工清吉 役
- 『元禄村雨笠』 - 村雨金五郎 役
- 『風流奴髭』 - 槍持ち奴紋太・実は惣右衛門の庶子 役

1936年
- 『太閤記 藤吉郎出世飛躍の巻』 - 竹中半兵衛 役
- 『浪人囃子』 - 女歌舞伎一座の用心棒金五郎 役
- 『快傑黒頭巾 前篇』 - 青江下野・実は山鹿士行の息子源一郎 役
- 『快傑黒頭巾 後篇』 - 青江下野・実は山鹿士行の息子源一郎 役
- 『五月晴一本鎗』 - 兵太郎の親友鵜飼維助 役
- 『虚無僧系図 前篇』 - 虚無僧関根嘯々、白樫典膳 役
- 『虚無僧系図 後篇』 - 虚無僧関根嘯々、白樫典膳 役
- 『浪人大将』 - 大仏弥十郎 役
- 『伊達競艶録』 - 原田甲斐、松前鉄之助 役
- 『児雷也 前篇』 - 児雷也、尾形家の嫡男周馬弘行 役

1937年
- 『児雷也 後篇』 - 児雷也、尾形家の嫡男周馬弘行 役
- 『安兵衛侠の唄』 - 堀部安兵衛 役
- 『おつる巡礼歌』 - 阿波の十郎兵衛 役
- 『岩見重太郎』 - 岩見重太郎 役
- 『寺小屋』 - 白太夫の次男松王 役
- 『幻の白頭巾』 - 幻の白頭巾こと多木新三郎 役
- 『仇討天下茶屋』 - 坂田庄三郎 役
- 『鬼傑白頭巾』 - 多木新三郎 役
- 『忍術霧隠才蔵』 - 霧隠才蔵 役
- 『変化如来』 - 火術研究家峠魚太郎 役
- 『岡野金右衛門』 - 越後の浪人平田久馬 役
- 『梁川庄八』 - 正茂の子庄八 役
- 『決闘両国橋』 - 天笠浪人大場半九郎 役
- 『人情百万両』 - 小普請組青木弥太郎 役
- 『足軽大名』 - 富士兵衛・実は富士川猛夫 役

1938年
- 『仇討彦山権現』 - 毛谷村六助 役
- 『血煙三田山』 - 旅人坊田の荘八 役
- 『忍術江戸荒し』 - 霧隠才蔵 役
- 『怪猫五十三次』 - 御小姓組頭神部三四郎 役
- 『恋愛剣法』 - 河本道場の門下成瀬藤次郎 役
- 『妖魔白滝姫』 - 鏡巻九郎 役
- 『疾風白頭巾』 - 白頭巾こと松平捨七郎 役
- 『柳生旅日記』 - 柳生又十郎 役
- 『金毘羅代参 森の石松』 - 清水次郎長 役
- 『一休さん』 - 足利義満 役
- 『地雷火組』 - 桂小五郎 役
- 『赤鞘嵐』 - 江戸詰め薩摩二才衆隅田秋作 役
- 『宮本武蔵』 - 宮本武蔵 役
- 『水戸の小天狗』 - 水戸家の指南番和田平助 役
- 『暴れ剣法』 - 是水軒の門弟瀬尾雄作、丹後宮津藩の若殿又一郎 役

1939年
- 『富士川の血煙』 - 鬼吉こと桶屋の吉五郎 役
- 『塚原武勇伝』 - 塚原土佐守の次男坊小太郎 役
- 『出世餅 藤堂高虎』 - 近江藩堂村の農民与右衛門後の伊勢・津の城主藤堂高虎 役
- 『足軽女夫鑑』 - 水戸家の足軽稲田重蔵 役
- 『後藤又兵衛 乳呑児三千石』 - 後藤又兵衛 役
- 『お江戸奴侍』 - 深見重左衛門 役
- 『西郷と益満』 - 西郷吉之助 役
- 『佐竹競艶録』 - 本間源五兵衛 役
- 『恩愛うきよ侍』 - 舟形数馬 役
- 『里見八犬伝』 - 犬山道節 役
- 『吉良の仁吉』 - 吉良の仁吉 役

1940年
- 『天保江戸桜』 - 遠山金四郎 役
- 『照る日くもる日』 - 勤王派の易者白雲堂 役
- 『続阿波狸合戦』 - 音無しの祐七 役
- 『元禄だんだら染』 - 浪人宅間弥平太、日野中納言家来高畑源右衛門実は赤垣源蔵 役
- 『細川血達磨』 - 大川友右衛門、仲間友平 役
- 『風雲越後城』 - 越後の高田藩の若殿付き家臣関根弥次郎 役
- 『元禄深編笠』 - 不破数右衛門 役
- 『落花の舞』 - 紀伊大納言頼宣 役

1941年
- 『牛若丸』 - 武蔵坊弁慶 役
- 『孤城の桜』 - 小田の郎党大館喜三太 役

1952年
- 『忠治旅日記 逢初道中』
- 『飛びっちょ判官』
- 『花吹雪男祭り』

1953年
- 『鬼伏せ街道』
- 『べらんめえ獅子』 : 同年12月29日公開

1954年
- 『真田十勇士』 : 同年1月12日公開
- 『南国太平記 前篇』 : 監督渡辺邦男、同年1月15日公開
- 『続南国太平記 薩南の嵐』 : 監督渡辺邦男、同年2月3日公開
- 『殴り込み二十八人衆』 : 監督萩原遼、同年2月10日公開
- 『風流あじろ笠』 : 監督丸根賛太郎、同年5月26日公開 - 本多一学 役
- 『一本刀土俵入』 : 監督佐々木康、同年6月29日公開
- 『影法師一番手柄 妖異忠臣蔵』 : 監督松田定次、同年7月13日公開
- 『此村大吉』 : 監督マキノ雅弘、同年9月1日公開
- 『快傑まぼろし頭巾』 : 監督佐々木康、同年9月28日公開
- 『岩見重太郎 決戦天の橋立』 : 監督渡辺邦男、同年12月29日公開 - 偽岩見 役

## 註
1. 1 2 3 4 5 6  『昭和物故人名録 昭和元年-54年』、日外アソシエーツ、1983年 ISBN 4816902635、p.96.
2. 1 2 3 4 5 6 7 8 9  大谷日出夫、キネマ旬報映画データベース、2010年9月29日閲覧。
3. 1 2 3 4 5 6  大谷日出夫、日本映画データベース、2010年9月29日閲覧。
4. 1 2  日外アソシエーツwhoplus「大谷 日出夫（オオタニ ヒデオ，俳優）」
5. ↑  岩見重太郎 決戦天の橋立、キネマ旬報映画データベース、2010年9月29日閲覧。